# Lucrécia (gente)

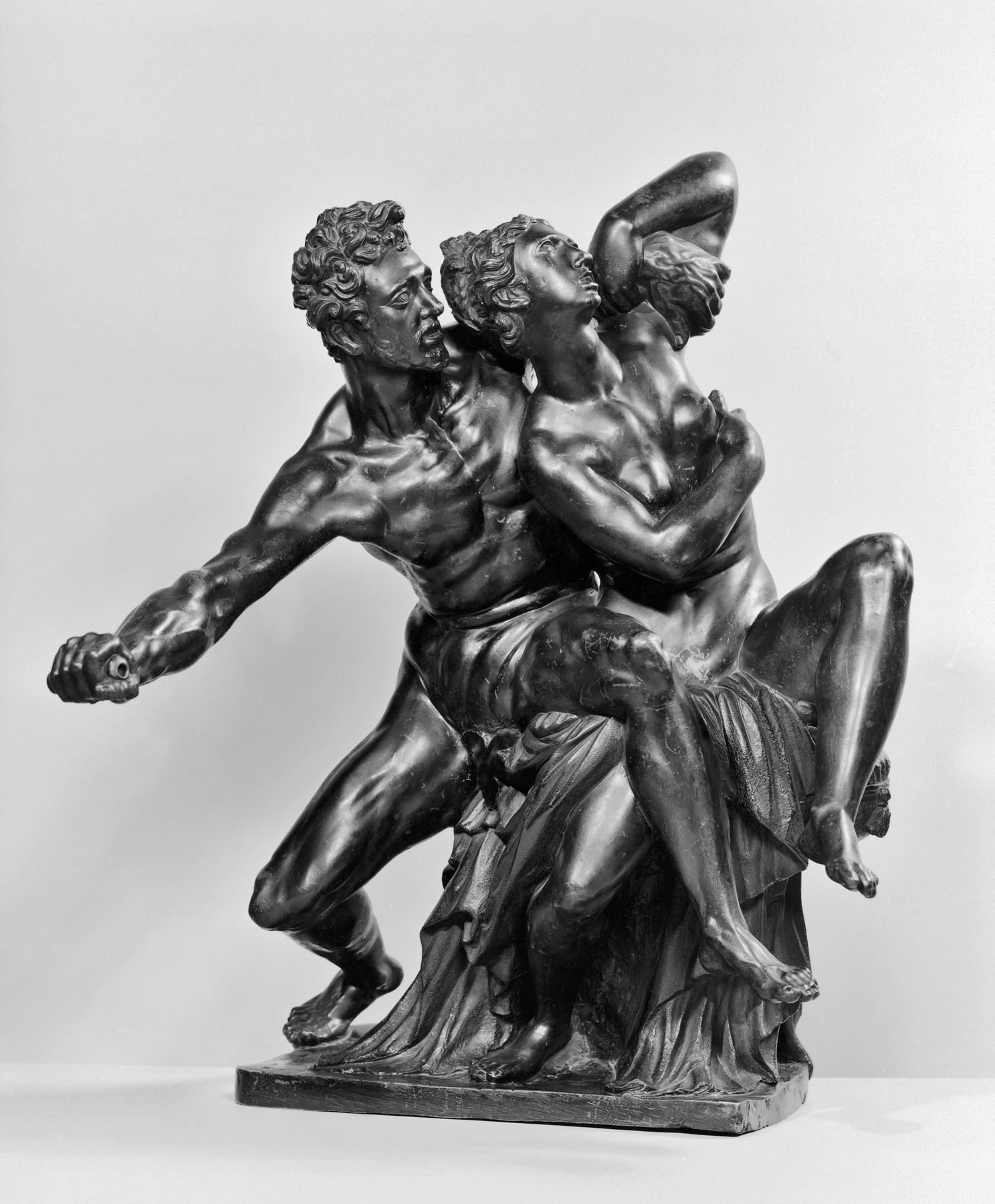
"Estupro de Lucrécia".
Entre 1600 a 1625. Por Hubert Gerhard, no Museu de Arte Walters, nos EUA.

A gente Lucrécia (em latim: Lucretius; pl. Lucretii) era uma gente muito importante da República Romana. Originalmente patrícia, passou a incluir diversas famílias plebeias mais tarde. Era uma das mais antigas gentes romanas e entre seus membros estava a esposa de Numa Pompílio, Lucrécia. O primeiro a alcançar o consulado foi Espúrio Lucrécio Tricipitino, em 509 a.C., o primeiro ano da República.

## Prenomes
Os Lucrécios patrícios preferiam os prenomes (em latim: praenomina) Tito, Espúrio, Lúcio e Públio. São a única gente conhecida a ter utilizado o prenome Hosto e podem também ter utilizado Opítero, um prenome muito utilizado pela gente Vergínia.
Os principais prenomes utilizados pelos Lucrécios plebeus foram Lúcio, Marco, Espúrio e Quinto. Há ainda exemplos de Caio, Cneu e Tito.

## Ramos e cognomes
A única família patrícia dos Lucrécios tinha o cognome (em latim: cognomen) Tricipitino. As famílias plebeias eram conhecidas pelos cognomes Galo, Ofela e Vespilão. Caro foi utilizado pelo poeta Lucrécio. Em moedas, aparece ainda Trio, que não é mencionado por nenhum autor antigo. Uns poucos Lucrécios aparecem sem um cognome.

## Membros

### Lucrécios Tricipitinos
- Espúrio Lucrécio Tricipitino, membro do Senado Romano e provavelmente prefeito urbano durante o reinado de Lúcio Tarquínio Soberbo, o sétimo e último rei de Roma; logo depois da expulsão dos Tarquínios, foi eleito cônsul sufecto para terminar o mandato de Lúcio Tarquínio Colatino, que renunciou, mas morreu logo depois de assumir o cargo[3][4][5][6].
- Lucrécia, esposa de Lúcio Tarquínio Colatino, um dos primeiros cônsules em 509 a.C.; seu estupro por Sexto Tarquínio, filho do rei Tarquínio Soberbo, deflagrou os eventos que culminaram no fim da monarquia romana e na fundação da república[7][8].
- Tito Lucrécio Tricipitino, cônsul em 508 e 504 a.C.. Em seu primeiro consulado, lutou contra Lars Porsena, o rei de Clúsio, e foi ferido. No segundo, ele e seu colega, Públio Valério Publícola, lutaram contra os sabinos[9][10].
- Lúcio Lucrécio Tricipitino, cônsul em 462 a.C., triunfou sobre os volscos; no ano seguinte, defendeu Cesão Quíncio Cincinato, filho de Cincinato, que foi condenado e exilado. Em 449 a.C., foi um dos senadores a favor da extinção do Segundo Decenvirato[11][12].
- Hosto Lucrécio Tricipitino, cônsul em 429 a.C.; segundo Diodoro Sículo, seu prenome era "Opítero"[11][13].
- Públio Lucrécio Tricipitino Hosto, tribuno consular em 419 e 417 a.C.[14].
- Lúcio Lucrécio Tricipitino Flavo, cônsul em 393 a.C. e tribuno consular em 391, 388, 383 e 381; em seu consulado, venceu os équos. Segundo Plutarco, era geralmente o primeiro senador a falar, uma honra que transformar-se-ia no privilégio conhecido como "príncipe do senado", que não existia na época de Lucrécio[15][16].

### Lucrécios Vespilões
- Lucrécio Vespilão, edil em 133 a.C., atirou o corpo de Tibério Semprônio Graco no Tibre, o que lhe valeu seu cognome, uma referência ao carregador de cadáveres dos pobres[17][18].
- Quinto Lucrécio Vespilão, um orador e jurista que foi proscrito por Sula e executado[19][20].
- Quinto Lucrécio Vespilão, serviu na frota de Pompeu em 48 a.C.; foi proscrito pelo Segundo Triunvirato em 43 a.C., mas foi escondido em sua própria casa por sua esposa, Cúria, até ser perdoado. Foi nomeado cônsul sufecto em 19 a.C.[21][20][22][23].

### Outros Lucrécios
- Lucrécia, esposa de Numa Pompílio, o segundo rei de Roma, com quem, segundo alguns relatos, ela se casou depois de chegar ao trono[24].
- Lúcio Lucrécio, questor em 218 a.C., o início da Segunda Guerra Púnica; foi feito prisioneiro pelos lígures juntamente com outros oficiais romanos e libertado por Aníbal[25].
- Marco Lucrécio, tribuno da plebe em 210 a.C., teve um papel importante na disputa sobre a nomeação de Quinto Fúlvio Flaco como ditador para aquele ano[26].
- Espúrio Lucrécio, pretor em 205 a.C., durante a Segunda Guerra Púnica, recebeu a Gália Cisalpina como sua província. Em 203 a.C., reconstruiu a cidade de Genua, que havia sido destruída por Magão Barca[27].
- Caio Lucrécio Galo, pretor em 171 a.C., recebeu o comando da marinha romana na Terceira Guerra Macedônica contra Perseu da Macedônia. No ano seguinte, foi acusado de grandes crueldades e condenado a pagar uma pesada multa[28][29].
- Marco Lucrécio, tribuno da plebe em 172 a.C., apresentou a proposta de lei "..ut agrum Campanum censores fruendum locarent". No ano seguinte, serviu como legado de seu irmão, Caio, o pretor, na Grécia[30].
- Espúrio Lucrécio, pretor em 172 a.C., recebeu a Hispânia Ulterior como província. Em 169 a.C., serviu com distinção ao cônsul Quinto Márcio Filipo na Terceira Guerra Macedônica. Foi um dos três embaixadores enviados à Síria em 162 a.C.[31][32].
- Cneu Lucrécio Trio, triúnviro monetário por volta de 136 a.C..
- Quinto Lucrécio Ofela, um aliado de Sula, comandou o exército que aceitou a rendição de Preneste em 82 a.C.. No ano seguinte, foi candidato ao consulado, uma clara violação da Lex de magistratibus de Sula e acabou sendo morto por um dos soldados dele.
- Lúcio Lucrécio Trio, triúnviro monetário por volta de 76 a.C..
- Marco Lucrécio, um senador romano e um dos advogados contratados por Caio Verres, o que levantou suspeitas de que teria sido subornado[33].
- Tito Lucrécio Caro, um grande poeta do século I a.C. e autor de "De rerum natura" ("Da Natureza das Coisas").
- Quinto Lucrécio, uma amigo íntimo de Caio Cássio Longino e aliado dos optimates. Durante a guerra civil, foi obrigado a fugir da cidade de Sulmo quando seus próprios homens abriram os portões para Marco Antônio[34][35].